# 基尔堡韦勒
基尔堡韦勒是德国莱茵兰-普法尔茨州的一个市镇。总面积7.26平方公里，总人口96人，其中男性49人，女性47人（2011年12月31日），人口密度13人/平方公里。